# 条里制

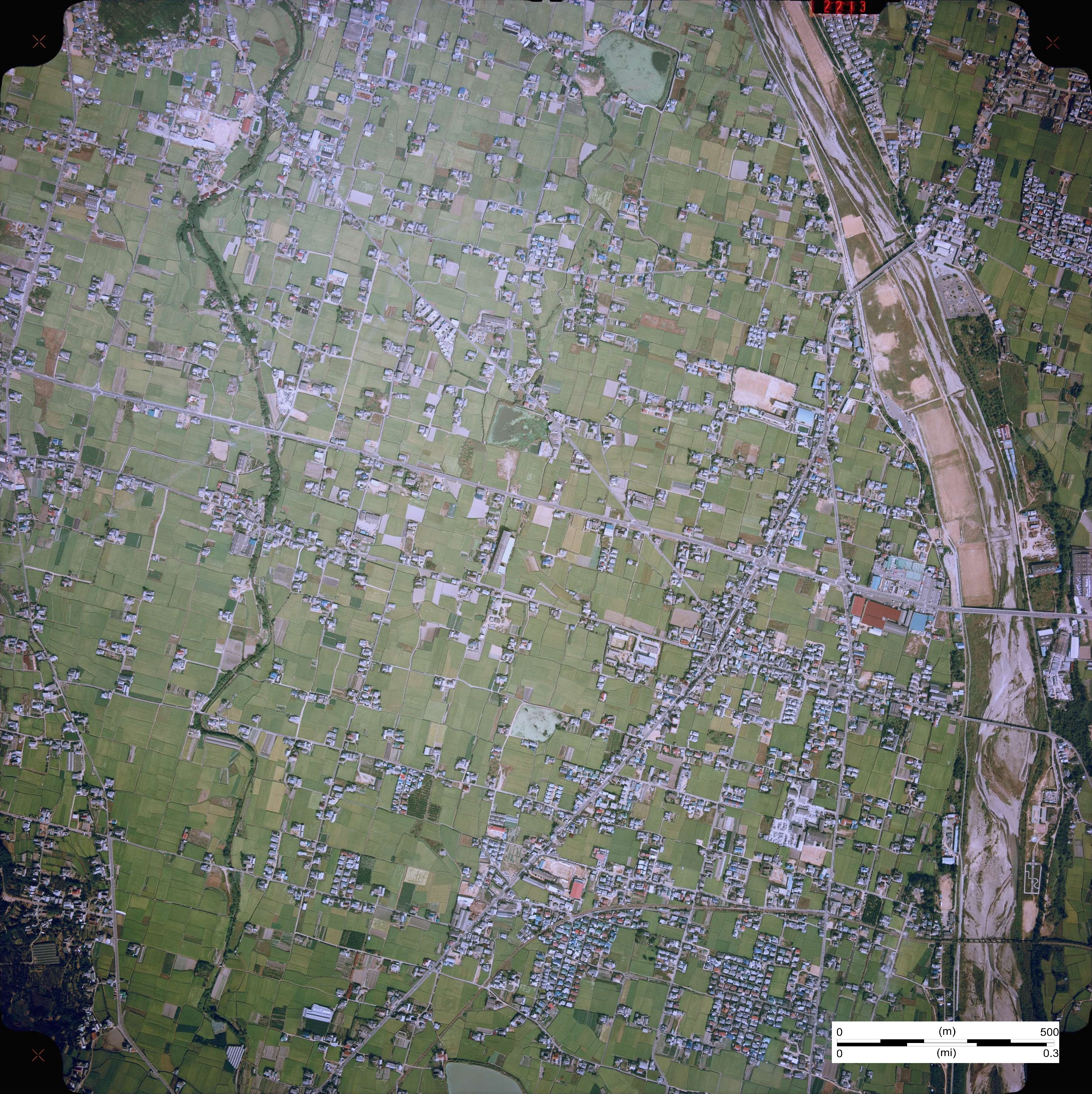
条里遺構が色濃く残る地域では、現代でも道路や水路がその影響を受け、碁盤の目のような整然とした区画が広がっている（香川県高松市郊外）。。

条里制（じょうりせい）は、日本において、古代から中世後期にかけて行われた土地区画（管理）制度である。ある範囲の土地を1町（約109m）間隔で直角に交わる平行線（方格線）により正方形に区分するという特徴がある。

## 条里の仕組み

### 方格線
条里を区分する方格線は、南北方向および東西方向に設定されている場合が多いが、地域・地形により傾いている例も少なくない。たとえば南北方向が7度傾いているとき、東西方向も直交するように7度傾いているのが通常である。
連続した土地で方格線がずれている場合もある。たとえば郡ごとに方格線の傾きが異なると、平地の郡境で条里地割にはっきりとした食い違いが見られる。
班田図などには、水面や山地など、田地以外にも方格線が引かれている。しかし、田のない地域を含めた全国を方格線で網羅していたわけではない。あくまで田のある土地においてそれぞれ独立して方格線が引かれている。その範囲内にある山の位置を条里で呼ぶことで、田地の位置関係もわかりやすくなっている。

### 基本単位（坪）
条里の基本単位は約109m四方の正方形である（菱形や長方形の場合もある）。古代日本では約109mは1町（＝60歩）に当たり、約109m四方の面積も同様に1町と呼ばれていた。この1町四方からなる基本単位を「坪（つぼ）」又は「坊（ぼう）」と呼称した (現在でも使用される坪とは異なる)。
坪の中は10等分に地割りされており、この区画は「段」と呼ばれた（地割方法は長地型と半折型に大別される）。

### 里 (単位)
基本単位である坪を6x6に並べた区画 (つまり6町四方の正方形) は「里」と呼ばれた。
里における各々の坪は1から36まで番号表示され、例えば一ノ坪などと呼称された（坪の番号表示方法（坪並）は平行式坪並と千鳥式坪並に大別される）。

### 条と里
上述の単位に区画された土地において、里の横列を「条（じょう）」、里の縦列を「里（り）」とし、任意に設定された基点から、縦方向には一条、二条、三条と、横方向には一里、二里、三里というように、明快な位置表示が可能となっていた。

## 概念
従来、条里制は班田収授制に伴い施行されたものと見られてきた。律令制では民衆に支給する（班田収授する）農地の面積を一律に定めていたことから、整然とした条里区画は班田収授との強い関連が想定されていたのである。（口分田も参照）
しかし、最近の考古学研究では、班田収授が飛鳥時代又は奈良時代初期に開始したと見られるのに対し、条里による土地表記の初見が奈良時代中期の天平15年（743年）であり、約50年のずれがあって直接の関連はないと見なされている。結果として、条里制という概念そのものも見直しが行われている。
条里制という用語には、
- 一町方格に沿った道や溝と、その内部に見られる長地型・半折型などの規則的な地割（条里地割）
- 条・里・坪という区画による土地表記（条里呼称法）

の両者が公的制度によって形成されたものであるという前提があった。その制度として当然のように当てはめられていた班田収授制が関連しないとすると、そもそも裏打ちとなる公的制度はなかったと考えられるようになった。
公的制度とは切り離した、条里地割と条里呼称法の両者、およびそれらが一体となった実体としての土地表記システムの呼称として、条里のアレという用語が使用されている。

## 歴史

### 成立過程
前述のとおり、条里プランの起源を班田収授制に求める説はほぼ否定されている。現在の有力な説は、墾田永年私財法の施行で盛んとなった富豪や有力寺社による農地開発（墾田）の急増が条里プラン成立の起源であるというものである。
養老律令では、班田を「給し訖らば、具に町段および四至を録せ」とある。つまり給される田は面積と境界を記録するだけで、絶対的な位置を特定する条里呼称法も、条里に沿った地割も規定されていない。
墾田の増加に伴い、土地の所有者や境界を画定する作業が爆発的に増加した。このため校田・班田の遅延が非常に大きくなった。作業軽減のための統一的な土地表記法が必要となり、条里呼称法が導入されたと見られる。
条里呼称法が確定すると、有力者は自らの土地所有権を主張しやすくするため、条里に沿って墾田を開発するようになった。全国的に見られる条里地割の多くは、この墾田開発に伴うものと考えられる。
ただし、一部の条里遺構には条里呼称法確立以前にまでその起源をさかのぼると考えられるものもある。また一町方格に当てはまらない規則的な地割の遺構も確認されており、条里地割の起源についてはなお検討の余地がある。

### その後の経緯
校班田、および墾田管理の必要から生まれた条里プランは、10世紀以降に班田収授が行われなくなっても引き続き使用された。これは、国司・国衙が土地管理・権利義務裁定の枠組みとして、条里呼称法および班田図を活用したためである。また、12世紀以降の不入の権を持つ荘園において、荘園内で完結する条里プランが存在したことも確認されており、官だけでなく民においても積極的に活用されていたことがわかる。

### 消滅
荘園制の衰退とともに条里呼称法も使用されなくなり、太閤検地以降は一部の地名に残るのみとなった。
条里地割は多くの土地で残存した。人手による耕作が続く以上、既に存在する地割をあえて再整理する必要はなかったのである。ただし新田開発においては、条里呼称法に縛られることがなくなったため、条里に拠らない地割が一般的となった。
明治時代になると、各地で田区改正が行なわれ、明治32年（1889年）には耕地整理法の制定がそれを加速した。事業目的は大きく分けて土地区画整理と用排水路整備であったが、条里による整形区画の広がる西日本においては土地区画整理が必要でなく、実施例は一部の排水不良地に限られた。一方東日本では、条里地割の多くは河川の氾濫によって失われたり変形していた。このため河川の整備に伴う開墾・排水整備として行われた耕地整理は、条里とは無関係な地割となっている。
1960年代に始まる圃場整備事業では、農地が30アール(30m×100m)を基準に区画しなおされたため、多くの条里遺構が消滅した。
近畿地方には条里制の名残として、境界が直線となった飛地が残っている。

## 条里遺構
条里プランに基づく地割の遺構を、条里遺構と呼ぶ。
条里遺構には、現在も耕地としてほぼそのままの形状が維持されているものと、地下に埋没しているものがある。

### 条里遺構の見つけ方
埋没条里遺構を確認するには発掘の必要があるが、そうでない条里遺構は、専門家以外にも見つけることは可能である。歴史や地理への興味から、趣味として条里遺構を調べている人もいる。また、学生の学習・研究素材としても有効である。
基本的には国土地理院発行2万5千分の1地形図のような大縮尺の地図を使用する。透過紙などに、地図の縮尺に合わせて約109m相当の間隔で方格線を引き、地図に重ね合わせる。道路や水路・畦道などがある程度重なっていれば、条里遺構である蓋然性が高いと言える。ただし、それらの道路や水路が完全な直線の場合はむしろ近年の地割と考えられる。
また、「七条」、「十里」、「一の坪」などの地名は条里呼称法に由来することが多く、条里の配列を復元する手がかりになる。他に奈良盆地を中心に「町」、「反」、「面」などの名称も条里の名残である。

### 主な条里遺構
現在に残る主な条里遺構は次のとおりである。なお、北海道の多くの都市にみられる「条丁目制」は、条里制とは異なるものである。今日では北海道と沖縄を除く日本各地に条里地割の遺構が残っている。
- 東北地方
  - 秋田平野の一部
  - 横手盆地の一部
  - 庄内平野の一部
  - 仙台市付近
- 関東地方[3]
  - 前橋市
  - 藤岡町
  - 栃木市
  - 太田市
  - 倉賀野条里遺跡 - 高崎市
  - 大久保条里遺跡 - さいたま市桜区宿大久保浄水場付近
  - 十条条里遺跡 - 児玉町
  - 西吉見条里遺跡 - 吉見町
  - 別府条里遺跡・中条条里遺跡 - 熊谷市
  - 川崎市中原区付近
  - 海老名市
  - 小田原市
  - 館山市
- 中部地方
  - 福井平野一帯
  - 長野市東部
  - 甲府盆地（山梨県笛吹市八代町・一宮町、甲府市南部など）
  - 大垣市・瑞穂市・本巣市付近
  - 静岡平野南部
  - 磐田市付近
- 近畿地方
  - 奈良盆地一帯
  - 大阪平野一帯
  - 兵庫県加古川下流域
  - 近江平野東部（米原市・長浜市）
  - 近江平野西部（高島市鴨川・安曇川デルタ地帯）
  - 近江平野南部（草津～彦根にかけて）
- 中国地方
  - 鳥取市付近
  - 米子市 - 松江市付近
  - 岡山県旭川下流域
  - 津山盆地
  - 福山市北部付近
  - 防府市付近
  - 山口盆地一帯
- 四国地方
  - 小松島市付近
  - 讃岐平野一帯、高松平野・丸亀平野・三豊平野に顕著に見受けられる。
  - 今治市付近
  - 道後平野一帯
- 九州地方
  - 福岡平野一帯
  - 筑後平野一帯
  - 佐賀平野一帯
  - 中津平野一帯

## 関連事項
- 日本の古代道路
- 条坊制
- 街区